# کالیویا توریکو
شهر کالیویا توریکو در استان آتیک در کشور یونان واقع شده است که دارای جمعیت ۱۶٬۱۹۳  نفر می‌باشد.